# Kleine Weißschulterfledermaus
Die Kleine Weißschulterfledermaus (Ametrida centurio) ist eine Fledermausart aus der Familie der Blattnasen (Phyllostomidae), welche in Zentral- und Südamerika beheimatet ist. Die Gattung Ametrida ist monotypisch, das heißt, dass neben Ametrida centurio keine weitere Art der Gattung bekannt ist. Es werden auch keine Unterarten unterschieden.
Der griechische Gattungsname „Ametrida“ bedeutet so viel wie „Zerstörer“. Der Artname „centurio“ leitet sich vom lateinischen centum (= hundert) ab, was sich auf das alte Aussehen der Art bezieht.

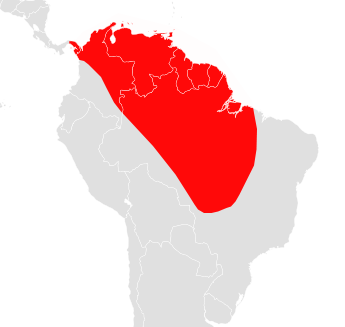
Verbreitungsgebiet von Ametrida centurio

## Beschreibung
Die Kleine Weißschulterfledermaus ist eine kleine Fledermaus mit einer Kopf-Rumpf-Länge von durchschnittlich 40 mm bei Männchen und 46,6 mm bei Weibchen. Die Weibchen sind somit um 17 % größer als die Männchen (sexueller Dimorphismus). Die Schnauze ist kurz und das Maul breit, die Lippen besitzen kleine Papillen. Die Augen sind groß mit einer gelben Iris, die Ohren relativ klein und breit. Die Schwanzflughaut ist stark behaart. Ein eigentlicher Schwanz ist nicht vorhanden. Wie die meisten Blattnasen besitzt auch Ametrida centurio ein Nasenblatt, welches jedoch im Vergleich zu anderen Arten dieser Familie relativ klein ist. Das Fell ist hellbraun, wobei das der Männchen eine etwas gräulichere Färbung aufweist als das der Weibchen. Beide Geschlechter besitzen jeweils einen weißen Fleck auf der Schulter, was ihnen im Englischen den Namen „white-shouldered bat“ („Weißschulter-Fledermaus“) einbrachte.

## Lebensweise
Die Kleine Weißschulterfledermaus wird sehr selten in Netzen gefangen, weswegen nur wenig über diese Art bekannt ist. Sie kommt für gewöhnlich in immergrünen Wäldern nahe Gewässern und Feuchtgebieten im Flachland vor. Die Tiere sind Früchtefresser. In Trinidad wurden mit einem einzigen Embryo trächtige Weibchen im Juli und August gefangen.

## Verbreitung und Lebensraum
Die Verbreitung der Kleinen Weißschulterfledermaus reicht von Panama über Kolumbien bis zum Amazonas Brasiliens. Ihr Bestand wird von der IUCN dank der weiten Verbreitung als ungefährdet eingestuft.